# Закриниччя (Звягельський район)
Закрини́ччя (раніше — Закрини́че) — село в Україні, у Дубрівській сільській територіальній громаді Звягельського району Житомирської області. Населення становить 265 осіб (2001).

## Географія
На півночі від села бере початок річка Жолоб'янка.

## Історія
Село належало до давніх берездівських урочищ.
В кінці 19 століття в селі 45 будинків і 330 жителів, 412 десятин селянської землі, церковно-приходська школа відкрита у 1870 році, 2289 десятин двірської землі, що належала до Яблоновських, від них перейшла до Дорофеєвичів, пізніше до Гурських.
У 1906 році село Жолобенської волості Новоград-Волинського повіту Волинської губернії. Відстань від повітового міста 30 версти, від волості 11. Дворів 77, мешканців 403.
В 1911 році в селі було 92 будинки, 565 жителів, а до великої земельної власності належало 113 десятин. На горі Чопівка був великий курган. На території села також знаходяться доти з воєнних років.
У 1923—59 роках — адміністративний центр Закриницької сільської ради Ярунського та Новоград-Волинського районів
До серпня 2015 року село входило до складу Мокренської сільської ради Баранівського району Житомирської області.

## Відомі люди
- Любов Пшенична (1955) — українська поетеса.